# 喻建章
喻建章（1894年—1969年），字仲書，湖北省黃陂縣人，中華民國陸軍少將，曾獲青天白日勳章。
1919年自保定軍官學校畢業後投身東北軍，因1933年參與長城戰役於1935年獲頒青天白日勳章，後隨張學良參與扣押蔣中正之西安事變，至此仕途不順，因此1949年未隨中華民國政府撤退至台，留在湖北老家。
因為家族為黃陂縣之大地主，再加上曾任國民黨之軍官，為避中共開國對地主之清算，遂躲至武昌，爾後也並無投誠中共當局，晚年生活淒涼，僅靠算命及編草鞋維生，於1969年去世。

## 經歷
- 保定軍官學校六期畢業(1919年)
- 官階少將
- 陸軍五十七軍參謀長(1933年)
- 湖北省第四區保安副司令(1936年－1943年)
- 湖北省江陵縣縣長(1940年)
- 湖北省軍管區司令部參謀長(1944年)
- 第四區鐵道運輸指揮部副指揮官(1946年)
- 武漢運輸司令部副司令(1946年)[2][3]

## 殊榮
- 1935年7月17日 青天白日勳章
- 1945年 忠勤勳章